# All My Best
《All My Best》(올 마이 베스트)는 쿠라키 마이가 2009년에 발매한 두 번째 베스트 음반이다. 2004년에 발매한 첫 베스트 음반 《Wish You the Best》로부터 5년 만에 발매되는 두 번째 베스트 음반으로 CD뿐만이 아닌 마이크로SD, USB 플래시 드라이브, 미니디스크, 콤팩트 카세트. LP 총 6가지 매체로 발매됐다.

## 수록곡

### DISC 1
1. 내가, 모르는, 나.(わたしの、しらない、わたし。)
  - 작사: 쿠라키 마이, 작곡: 모치즈키 유에, 편곡: 이케다 다이스케, 사토 슌

미발표 신곡으로, 쿠라키 본인도 이미지 캐릭터로 출연하는 고세 ‘에스프리끄 프레셔스’의 CM송.
고세 ‘에스프리끄 프레셔스’ CM송, 닛폰 TV계 《슷키리!!》 2009년 9월 테마송, 지바 TV계 전체 26국 넷 《MUSIC FOCUS》 2009년 9월 엔딩 테마.
9번째 음반 《FUTURE KISS》에는 다른 버전이 수록되어있다.
2. Love, Day After Tomorrow
  - 작사: 쿠라키 마이, 작곡: 오노 아이카, 편곡: Cybersound

1번째 싱글.
3. Stay by my side
  - 작사: 쿠라키 마이, 작곡: 오노 아이카, 편곡: Cybersound

2번째 싱글.
4. Secret of my heart
  - 작사: 쿠라키 마이, 작곡: 오노 아이카, 편곡: Cybersound

3번째 싱글. 요미우리 TV계 애니메이션 《명탐정 코난9》 엔딩 테마.
5. NEVER GONNA GIVE YOU UP
  - 작사: 쿠라키 마이, 마이클 어프릭, 작곡 · 편곡: 마이클 어프릭, 미구엘 사 페소아, 페리 게이어

4번째 싱글. 《MFTV》 테마송.
6. Simply Wonderful (Radio Edit)
  - 작사: 쿠라키 마이, 작곡: 오노 아이카, 편곡: Cybersound

5번째 싱글 〈Simply Wonderful〉의 2번째곡.
7. Reach for the Sky
  - 작사: 쿠라키 마이, 작곡: 오노 아이카, 편곡: Cybersound

6번째 싱글. NHK 아침 연속극 소설 《오드리》 테마송.
8. Start in my life
  - 작사: 쿠라키 마이, 작곡: 오노 아이카, 편곡: Cybersound

7번째 싱글 〈차가운 바다/Start in my life〉의 2번째곡. 요미우리 TV계 애니메이션 《명탐정 코난》 엔딩 테마.
9. 차가운 바다(冷たい海)
  - 작사: 쿠라키 마이, 작곡: 오노 아이카, 편곡: Cybersound

7번째 싱글 〈차가운 바다/Start in my life〉의 1번째곡.
10. Double Rainbow
  - 작사: 쿠라키 마이, 작곡 · 편곡: YOKO Black. Stone

8번째 싱글 〈Stand Up〉의 커플링곡. 앨범 첫 수록.
11. Stand Up
  - 작사: 쿠라키 마이, 작곡 · 편곡: 토쿠나가 아키히토

8번째 싱글. 코카콜라 ‘소켄비차 Natural Breeze 2001 happy life’ CM송.
12. always
  - 작사: 쿠라키 마이, 작곡: 오노 아이카, 편곡: Cybersound

9번째 싱글. 요미우리 TV계 애니메이션 《명탐정 코난》 엔딩 테마. 영화 《명탐정 코난: 천국으로의 카운트다운》 주제가.
13. PERFECT CRIME
  - 작사: 쿠라키 마이, 작곡: 토쿠나가 아키히토, 편곡: 토쿠나가 아키히토, 이케다 다이스케

2번째 음반 《Perfect Crime》 표제곡.
TV 아사히계 드라마 《살기 위한 정열로서의 살인》 테마송.
14. Can't forget your love
  - 작사: 쿠라키 마이, 작곡: 오노 아이카, 편곡: Cybersound, 토쿠나가 아키히토

10번째 싱글 〈Can't forget your love/PERFECT CRIME (Single Edit)〉의 1번째곡.
TV 아사히계 드라마 《살기 위한 정열로서의 살인》 삽입곡.
15. Winter Bells
  - 작사: 쿠라키 마이, 작곡 · 편곡: 토쿠나가 아키히토

11번째 싱글. 요미우리 TV계 애니메이션 《명탐정 코난》 오프닝 테마.
16. key to my heart
  - 작사: 쿠라키 마이, 작곡: 오노 아이카, 편곡: Cybersound

3번째 음반 《FAIRY TALE》 수록곡. 남코 《테일즈 오브 데스티니 2》 테마송.

### DISC 2
1. Baby I Like
  - 작사 · 작곡: YOKO Black. Stone, 편곡: Cybersound

전미 데뷔곡. 일본 음반 CD로는 첫 수록.
2. PUZZLE
  - 작사: 쿠라키 마이, 작곡: 모치즈키 유에&히라가 타카히로, 편곡: 오자와 마사즈미

31번째 싱글 〈PUZZLE/Revive〉의 1번째곡. 영화 《명탐정 코난: 칠흑의 추적자》 주제가. 앨범 첫 수록.
3. Beautiful
  - 작사: 쿠라키 마이, 작곡: 송양하, 편곡: 이케다 다이스케

32번째 싱글. 닛폰 TV계 《슷키리!!》 2009년 6월 테마송. KOSE COSMEPORT ‘살롱 스타일’ CM송. 앨범 첫 수록.
4. touch Me!
  - 작사: 쿠라키 마이, 작곡: 모치즈키 유에, 편곡: 히라가 타카히로

8번째 음반 《touch Me!》 표제곡.
5. 1초마다 Love for you(一秒ごとに Love for you)
  - 작사: 쿠라키 마이, 작곡: 오노 아이카, 편곡: Cybersound

29번째 싱글. 요미우리 TV계 애니메이션 《명탐정 코난》 오프닝 테마.
6. BE WITH Ü
  - 작사: 쿠라키 마이, 작곡: 토쿠나가 아키히토, 편곡: Cybersound

27번째 싱글 〈Silent love(open my heart)/BE WITH Ü〉의 2번째곡.
7. Silent love (open my heart)
  - 작사: 쿠라키 마이, 작곡 · 편곡: Daisuke "DAIS" Miyachi & Yuichi Ohno

27번째 싱글 〈Silent love(open my heart)/BE WITH Ü〉의 1번째곡. 《리니지2》 이미지송.
8. 보고 싶어서(会いたくて...)
  - 작사: 쿠라키 마이, 작곡 · 편곡: 토쿠나가 아키히토

6번째 음반 《DIAMOND WAVE》 수록곡. 영화 《오사카 햄릿》 주제가.
9. 하얀 눈(白い雪)
  - 작사: 쿠라키 마이, 작곡: 오노 아이카, 편곡: 이케다 다이스케

25번째 싱글. 요미우리 TV계 애니메이션 《명탐정 코난》 엔딩 테마.
10. 베스트 오브 히어로(ベスト オブ ヒーロー)
  - 작사: 쿠라키 마이, 작곡 · 편곡: 토쿠나가 아키히토

23번째 싱글. 6번째 음반 《DIAMOND WAVE》에도 수록되어있는 버전. TBS계 드라마 《가치바카!》 주제가. ‘ dwango.jp TV CM 타이업송.
11. Growing of my heart
  - 작사: 쿠라키 마이, 작곡: 오노 아이카, 편곡: 하야마 타케시

22번째 싱글. 6번째 음반 《DIAMOND WAVE》에 수록되어있는 버전. 요미우리 TV계 애니메이션 《명탐정 코난》 오프닝 테마.
12. 내일로 이어지는 다리(明日へ架ける橋)
  - 작사: 쿠라키 마이, 작곡: 토쿠나가 아키히토, 편곡: 이케다 다이스케, 토쿠나가 아키히토

18번째 싱글. NHK 심야 연속극 《드림: 90일에 1억엔》 · 《좀더 사랑에 빠져봐》 · 《소방대원 코마치》 주제가.
13. Time after time(꽃잎 흩날리는 거리에서) (theater version)(Time after time〜花舞う街で〜 (theater version))
  - 작사: 쿠라키 마이, 작곡: 오노 아이카, 편곡: 이케다 다이스케, Cybersound

15번째 싱글. 4번째 음반 《If I Believe》에 수록되어 있는, 애니메이션 영화에서 사용된 버전. 애니메이션 영화 《명탐정 코난: 미궁의 십자로》 주제가.
14. 바람의 라라라(風のららら)
  - 작사: 쿠라키 마이, 작곡: 하루하타 미치야, 편곡: Cybersound

17번째 싱글. 요미우리 TV계 애니메이션 《명탐정 코난》 오프닝 테마.
15. Like a star in the night
  - 작사: 쿠라키 마이, 작곡: 오노 아이카, 편곡: 토쿠나가 아키히토, 스트링스 어레인지: 이케다 다이스케

13번째 싱글. TV 아사히계 《다크 엔젤》 테마송.
16. Feel fine!
  - 작사: 쿠라키 마이, 작곡 · 편곡: 토쿠나가 아키히토

12번째 싱글. 시세이도 시브리즈 CM송.

### DVD(초회한정반)
MAI KURAKI LIVE SELECTION
1. Stand Up ［Natural Breeze 2001 happy live］
2. Stay by my side ［Natural Breeze 2001 happy live］
3. NEVER GONNA GIVE YOU UP ［Natural Breeze 2001 happy live］
4. Secret of my heart ［Mai Kuraki "Loving You…" Tour 2002］
5. Loving You… ［Mai Kuraki "Loving You…" Tour 2002］
6. Feel fine! ［Mai-K & FRIENDS HOT ROD BEACH PARTY］
7. Fairy tale 〜my last teenage wish〜 ［Mai Kuraki FAIRY TALE TOUR 02-03］
8. key to my heart ［Mai Kuraki FAIRY TALE TOUR 02-03］
9. 바람의 라라라 ［Rits 쿠라키 마이 메모리얼 라이브 2004］
10. 내일로 이어지는 다리 ［Rits 쿠라키 마이 메모리얼 라이브 2004］
11. 댄싱 ［Mai Kuraki Live Tour 2005 LIKE A FUSE OF LOVE］
12. Diamond Wave ［Mai Kuraki LIVE TOUR 2006 DIAMOND WAVE］
13. BE WITH Ü ［Mai Kuraki Live Tour 2007: BE WITH U］
14. Season of love ［Mai Kuraki Live Tour 2008 "touch Me!"］
15. Everything's All Right ［Mai Kuraki Live Tour 2008 "touch Me!"］
16. Growing of my heart ［Mai Kuraki Live Tour 2008 "touch Me!"］
17. Love, Day After Tomorrow ［MIX Ver.］

with Mai Kuraki × Director's Special Talk

## 차트 순위
| 차트   | 최고순위 | 첫 주 판매량 | 총판매량 |
| ------ | -------- | ------------ | -------- |
| 오리콘 | 1        | 137,059      | 257,127  |

## 발매일
| 국가     | 일정            | 포맷                    | 레이블     |
| -------- | --------------- | ----------------------- | ---------- |
| 일본     | 2009년 9월 9일  | CD+DVD, 디지털 다운로드 | 노던 뮤직  |
| 대한민국 | 2009년 9월 16일 | CD+DVD, 디지털 다운로드 | 씨엔엘뮤직 |